# William Y. Humphreys
William Yerger Humphreys (* 9. September 1890 in Greenville, Mississippi; † 26. Februar 1933 ebenda) war ein US-amerikanischer Politiker. Zwischen 1923 und 1925 vertrat er den dritten Wahlbezirk des Bundesstaates Mississippi im US-Repräsentantenhaus.

## Werdegang
William Y. Humphreys war der Sohn von Benjamin G. Humphreys II, der seit 1903 bis zu seinem Tod den dritten Wahlbezirk von Mississippi als Abgeordneter im Kongress vertreten hatte. Sein Großvater war Gouverneur Benjamin G. Humphreys. William besuchte die öffentlichen Schulen seiner Heimat und dann die Sewanee Grammar School in Tennessee. Während sein Vater im Kongress war, erhielt William eine Anstellung in der Kongressverwaltung. Gleichzeitig studierte er zwischen 1911 und 1914 an der George Washington University Jura. Nach seiner am 1. Juni 1914 erfolgten Zulassung als Rechtsanwalt begann er in Greenville in diesem Beruf zu praktizieren. Während des Ersten Weltkrieges war er Oberleutnant in der US-Armee und gehörte zu einer Einheit, die mit chemischen Waffen kämpfte.
Politisch war Humphreys Mitglied der Demokratischen Partei. Nach dem Tod seines Vaters wurde er bei den fälligen Nachwahlen zu dessen Nachfolger im Repräsentantenhaus gewählt. Dort beendete er zwischen dem 27. November 1923 und dem 3. März 1925 die angebrochene letzte Legislaturperiode seines Vaters. Bei den regulären Kongresswahlen des Jahres 1924 verzichtete Humphreys auf eine erneute Kandidatur. Nach dem Ende seiner Zeit im Kongress arbeitete er zunächst wieder als Rechtsanwalt in Greenville. Seit 1928 bis zu seinem Tod war er Bezirksstaatsanwalt im Washington County in Mississippi.